# Château baron Gamba
Le château du baron Gamba, également le château Gamba, est un château valdôtain (Italie), élevé à partir d'un projet datant de 1911. Il est le troisième château présent à Châtillon par importance, après celui des Passerin d'Entrèves et celui d'Ussel, ces deux derniers d'époque médiévale.
Le château Gamba date du XXe siècle et se situe sur une colline à l'ouest du bourg de Châtillon, à la localité Cret-de-Breil, près de l'École hôtelière régionale. Il est entouré par un parc et ouvert au public pendant toute l'année. Il est clairement visible de l'autoroute A5. Au sud il se dresse en surplomb sur la Doire baltée.

## Description
Le château Gamba présente un style sobre. Sa structure est compacte, presque cubique, à quatre étages avec une tour centrale massive et de forme irrégulière. Près du chateau, un autre édifice de service se développe vers le nord en deux corps parallèles liés pour former une petite cour.

## Histoire
Le projet original par l'architecte Charles Saroldi date de 1911 et fut commissionné par le baron Charles-Maurice Gamba, propriétaire du château et époux d'Angélique d'Entrèves, fille du comte Christin d'Entrèves.
Le 18 juin 2008 plus de 4 000 personnes se sont réunies dans le parc du château pour le dernier concert en Italie de Bob Dylan.
Après un processus de restauration entre 2011 et 2012, le château Gamba a été rouvert en octobre 2012 étant présenté comme le nouveau Centre régional d'art moderne.

## Le musée régional d'art moderne et contemporain
Le musée d'art moderne et contemporain siégeant au château Gamba est un centre d'expositions et un pôle culturel connu surtout pour être la pinacotèque régionale de la Vallée d'Aoste.
L'ouverture au public marque l'aboutissement d'un projet promu par l'administration communale de Châtillon. Elle a eu lieu le 27 octobre 2012.
La collection permanente est composée d'environ 150 œuvres d'art contemporain de propriété de la région autonome Vallée d'Aoste, disposées dans les 13 salles d'exposition au premier et au deuxième étage ; une partie des œuvres n'a pas encore été exposée, et elle peut être visitée au rez-de-chaussée sur réservation dans une salle-archive. Le troisième étage, ainsi que la petite tour centrale, sont dédiées aux expositions temporaires. Elles ont été inaugurées avec les tableaux du châtillonnais Italo Mus.

## Le parc

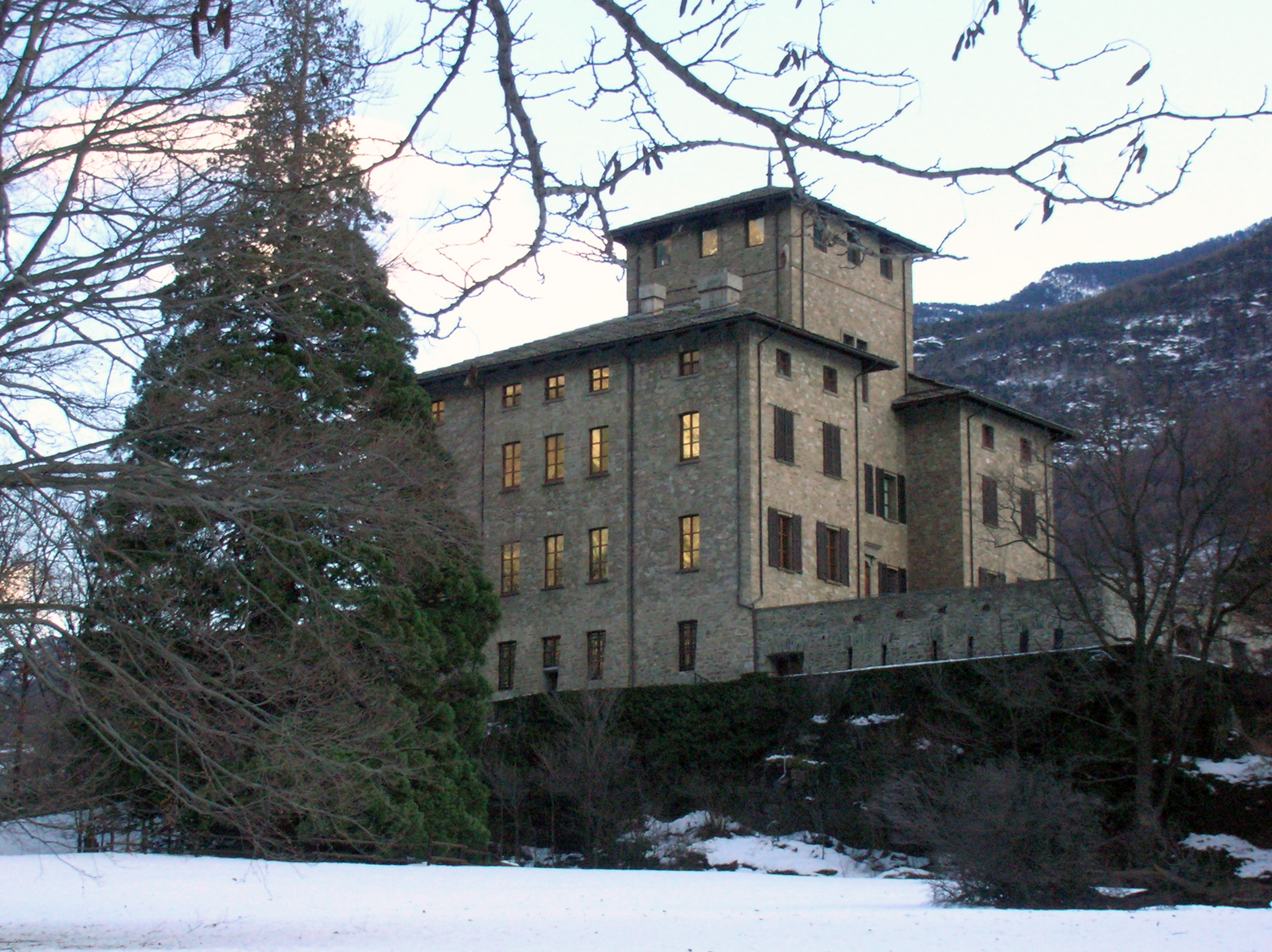
Le côté nord-ouest en hiver et le séquoia géant.

Le parc entourant le château couvre de 5 à 7 hectares et il est parcouru par un réseau de sentiers avec des bancs et une fontaine en bois. Trois arbres monumentaux, protégés par la loi régionale 50 du 21/8/1990 sont présents : un séquoia géant (37 m de hauteur, 230 cm de diamètre et 723 cm de circonférence) datant de 1888 se trouve tout près du château ; au centre du parc, un, février épineux (22 m de hauteur, 81 cm de diamètre, 254 cm de circonférence) ; un cyprès chauve se trouve à la limite occidentale du périmètre.